# Ťiang-ling
Ťiang-ling (čínsky pchin-jinem Jiānglíng, znaky 江陵) je okres v městské prefektuře Ťing-čou v provincii Chu-pej v Čínské lidové republice. Rozloha okresu je 1032 čtverečních kilometrů a v roce 2010 v něm žilo přibližně 331 tisíc obyvatel.

## Historie
Za říše Chan na území moderního okresu Ťiang-ling existoval okres Nan-ťün. Za říše Tchang Ťiang-ling v letech 760–761 obdržel status (formálního) hlavního města, jako Nan-tu (南都, Jižní metropole). V letech 924–963 byl hlavním městem státu Ťing-nan, jednoho z menších států období Pěti dynastií a deseti říší